# Thomas Hamilton (6e comte de Haddington)
Thomas Hamilton (baptisé le 5 septembre 1680 - 29 novembre 1735) est un noble et un homme politique écossais.

## Biographie
Fils de Charles Hamilton (5e comte de Haddington) et Margaret Leslie, 8e comtesse de Rothes (en), il est baptisé le 5 septembre 1680 à Tyninghame House, East Lothian. Son frère aîné, John Hamilton-Leslie, 9e comte de Rothes accède au comté de Rothes en 1700.
Il s'établit dans le domaine familial de Tyninghame après son mariage. Il trouve le domaine loué en mauvais état et entreprend de rénover et de replanter. Il est en grande partie responsable de l’aménagement des parcs qui subsistent aujourd’hui, y compris les avenues, les plantations et les 160 hectares de Binning Wood. Modernisateur agricole reconnu, le comte écrit un livre, Un traité sur la manière de faire pousser des arbres dans les forêts, publié en 1761. Un obélisque est érigé dans les parcs en 1856 pour commémorer ses œuvres.
Il est partisan des Actes d'Union de 1707 et rejoint John Campbell, 2e duc d'Argyll, lors de leur rencontre contre les Jacobites dirigés par John Erskine, 6e comte de Mar) à la bataille de Sheriffmuir en 1715. Il est blessé et son cheval est tué sous lui.
Installé en tant que Lord Lieutenant du East Lothian en 1716, il est créé Chevalier du Chardon en 1717 et siège comme représentant écossais parmi comme pairs de 1716 à 1734.
Lord Haddington meurt le 29 novembre 1735 à Newhailes House, à Inveresk, et est remplacé par son petit-fils, Thomas Hamilton 7e comte de Haddington.

## Mariage et descendance
Lord Haddington est marié en 1696 à sa cousine germaine Helen Hope, fille de John Hope et de Lady Margaret Hamilton, petits-enfants de John Hamilton 4e comte de Haddington (en). Ils ont :
- Charles Hamilton (lord Binning) (1697-1732) est décédé avant son père ;
- John Hamilton (d.1772) ;
- Margaret Hamilton (d.1768) ;
- Christian Hamilton (d.1770) épouse James Dalrymple 2e baronnet (en), mère de David Dalrymple, Lord Hailes.

Sa petite-fille, Margaret Hamilton (fille de John), épouse James Buchanan de Drumpellier (en) deux fois Lord Provost de Glasgow.